# Henry Kyemba
Henry Kyemba, né le 8 décembre 1939 et mort le 18 octobre 2023, est un homme politique ougandais.
Il occupe plusieurs postes à responsabilité, dont celui de ministre de la Santé pendant la présidence de l'Ouganda par Idi Amin Dada.
Il est l'auteur de A State of Blood: The Inside Story of Idi Amin, un livre de 1977 qu'il a écrit après sa fuite d'Ouganda, et qui décrit le régime tyrannique d'Amin Dada.